# Большаково (Славський район)
Большаково (рос. Большаково) — селище Славського району, Калінінградської області Росії. Входить до складу Большаковського сільського поселення.
Населення —  2448 осіб (2015 рік). 

## Населення
| 1875 | 1910  | 1939  | 1959  | 2002  | 2010  |
| ---- | ----- | ----- | ----- | ----- | ----- |
| 731  | ↗1466 | ↗2268 | ↘2052 | ↗2059 | ↗2448 |